# Angelsee
Der Angelsee ist ein See bei Sommersdorf im Landkreis Vorpommern-Greifswald in Mecklenburg-Vorpommern.
Das etwa 1,8 Hektar große Gewässer befindet sich im Gemeindegebiet von Penkun, zwei Kilometer südwestlich vom Ortszentrum in Sommersdorf entfernt. Der See hat keinen natürlichen Zufluss. Es gibt jedoch einen Abfluss in Form eines Grabens, der zum Moospfuhl verläuft. Die maximale Ausdehnung des Angelsees beträgt etwa 340 mal 80 Meter.